# در آسمان‌ها سیر کردن (ترانه کرلی)
«در آسمان‌ها سیر کردن» (به انگلیسی: Walking on Air) ترانه‌ای از خواننده-ترانه‌پرداز استونیایی کرلی می‌باشد. «در آسمان‌ها سیر کردن» اولین تک‌آهنگ رسمی از نخستین آلبوم استودیویی وی تحت عنوان عشق مرده (۲۰۰۸) می‌باشد و در اصل در نخستین ئی‌پی وی کرلی (۲۰۰۷) که دیگر در دسترس چاپ قرار ندارد، قرار داشت. کرلی این ترانه را با لستر مندز که تهیه‌کننده نیز است، دربارهٔ «دنبال کردن رؤیاهایت و دل به دریا زدن» نوشته.